# Arabkir
Arabkir (en arménien Արաբկիր) est un des douze districts d'Erevan, la capitale de l'Arménie.

## Situation
D'une superficie de 1 235 hectares, il est situé juste au nord du centre-ville. Sa population est de 131 300 habitants.

## Administration
Le district est divisé en deux quartiers : Nor Arabkir et Aygedsor.